# برآمدگی شرمگاهی
برآمدگی شرمگاهی (به انگلیسی: Tuberculum pubicum)، یک برآمدگی برجسته در روی استخوان شرمگاهی لگن خاصره است.